# Cola tsandensis
Cola tsandensis là một loài thực vật có hoa trong họ Cẩm quỳ. Loài này được Pellegr. mô tả khoa học đầu tiên năm 1951.